# إريك سكوت
إريك سكوت (بالإسبانية: Erick Scott)‏ (21 مايو 1981 في كوستاريكا - ) هو لاعب كرة قدم كوستاريكي في مركز الهجوم، شارك في الألعاب الأولمبية الصيفية 2004. وشارك مع منتخب كوستاريكا لكرة القدم. أما مع النوادي، فقد لعب مع ديبورتيفو سابريسا وشانغهاي غرينلاند شينهوا وكولومبوس كرو ونادي ماراثون ونادي كارتاهينيس وC.S. Uruguay de Coronado ‏ ونادي ألاجولينسي وLimón F.C. ‏ ونادي سان كارلوس وسانتوس دي جوابيلز ‏ ونادي لويس أنخيل فيربو.

## وصلات خارجية
- إريك سكوت على موقع الاتحاد الدولي (مؤرشف)  (الإنجليزية)
- إريك سكوت على موقع الدوري الأمريكي (الإنجليزية)
- إريك سكوت على موقع قاعدة بيانات كرة القدم.إي يو (الإنجليزية)
- إريك سكوت على موقع ناشيونال فوتبول تيمز (الإنجليزية)
- إريك سكوت على موقع Soccerway.com (الإنجليزية)
- إريك سكوت على موقع أوليمبيديا (الإنجليزية)